# Genealogia molecular
Genealogia molecular, mais comumente denominada genealogia genética, é a aplicação da genética à genealogia tradicional. A genealogia genética envolve testes genealógicos de ADN para determinar o nível de relacionamento genético entre indivíduos.